# Горбенко Наталія Арсентіївна
Наталія Арсентіївна Горбенко (нар. 19 лютого 1955, місто Лисичанськ Луганської області) — українська діячка, генеральний директор Черкаського виробничого швейного об'єднання, голова правління акціонерного  товариства «Вайсе» у місті Черкасах. Народний депутат України 5-го скликання (2007 року).

## Біографія
З 1972 по 1974 рік — учениця швачки, швачка Лисичанської швейної фабрики Ворошиловградської області.
У 1974—1980 роках — студентка Київського технологічного інституту легкої промисловості. Здобула спеціальність «технологія швейних виробів» та кваліфікацію «інженер-технолог».
У 1980—1984 роках — інженер, начальник зміни Лисичанської швейної фабрики Ворошиловградської області.
У 1984—1990 роках — майстер, інженер-технолог виробничо-технічного відділу Черкаського виробничого швейного об'єднання. У 1990—1992 роках — заступник генерального директора Черкаського виробничого швейного об'єднання.
У 1992—2003 роках — генеральний директор Черкаського виробничого швейного об'єднання; голова правління акціонерного  товариства «Вайсе» міста Черкаси. У 2003—2007 роках — директор товариства з обмеженою відповідальністю «Вайсе-Стиль» міста Черкаси.
Член Партії регіонів.
Народний депутат України 5-го скликання з .03. до .11.2007, від Партії регіонів № 209 у списку. Член фракції Партії регіонів (з .03.2007).
Член Комітету Верховної Ради з питань державного будівництва, регіональної політики та місцевого самоврядування.
Обиралася депутатом Черкаської обласної ради, головою фракції Партії регіонів.
У 2011—2014 роках — начальник регіонального відділення Фонду державного майна України в Черкаській області.
Потім — керівник Благодійного фонду.
Перший віце-президент Черкаського обласного союзу промисловців і підприємців, член Президії Спілки жінок України в Черкаській області, заступник голови організації роботодавців Черкаської області, член Громадської ради при Державній податковій адміністрації, член ради волонтерів Черкаської області.

## Нагороди та відзнаки
Почесне звання «Заслужений працівник промисловості України», нагороджена Подякою Кабінету Міністрів України, Почесною Грамотою Верховної Ради України.